# 熱血弁護士カズ
「熱血弁護士カズ」はアメリカのテレビドラマである。主演はロン・リーブマン。自身が原案、脚本を担当し第31回プライムタイム・エミー賞のドラマ部門主演男優賞を受賞した。
主人公のカズは自動車窃盗で逮捕され懲役6年を言い渡される。服役中に猛勉強して司法試験に合格し弁護士登録する。ドラマでは弁護士としてのカズの活躍を描いた。基本的に一話完結である。
日本では1980年3月31日から同年7月28日まで東京12チャンネル（現：テレビ東京）で放送された。放送時間は月曜22:00 - 22:54（JST）。吹き替え主演は石立鉄男。石立は、当時俳優として多忙を極めており声優としては、1968年の映画『サンダーバード6号』以来12年ぶりだった。同局の月曜21時枠の連続ドラマ『ミラクルガール』の打ち切りに伴い本番組も打ち切り同時に月曜22時枠の海外ドラマ枠も消滅した。
衛星波の再放送、映像ソフトの販売、動画配信サイトの再配信は行われていない。
| 東京12チャンネル 月曜22時枠          | 東京12チャンネル 月曜22時枠               | 東京12チャンネル 月曜22時枠                                                                                    |
| 前番組                               | 番組名                                    | 次番組 |
| ------------------------------------ | ----------------------------------------- | --- |
| アメリカン・ガールズⅡ 女のエアポート | 熱血弁護士カズ 【当番組まで海外ドラマ枠】 | 月曜痛快時代劇 ※21:00 - 22:24すばらしい味の世界 ※22:24 - 22:30 【30分繰り下げ】ラットパトロール ※22:30 - 23:00 |